# El Carmen (Ecuador)
El Carmen è una città dell'Ecuador, capoluogo dell'omonimo cantone. È conosciuta come "La porta d'oro di Manabí" (in spagnolo: La puerta de oro de Manabí), poiché la strada che conduce verso l'interno e la capitale ecuadoriana Quito passa attraverso la sua giurisdizione. Il nome deriva dalla Virgen del Carmen.
Ha una notevole ricchezza di flora e fauna, e una delle principali fonti di reddito sono i platani della varietà Barraganete, principale fonte di reddito dell'intero cantone.
El Carmen fu fondata l'8 giugno 1967, con decreto dell'Assemblea nazionale costituente pubblicato nel Registro Ufficiale il 3 luglio dello stesso anno. La cantonizzazione fu il risultato degli sforzi dei cittadini più importanti, sostenuti da tutta la provincia. L'area del cantone di El Carmen risulta tuttavia popolata almeno dal 1942.
La popolazione urbana, secondo il censimento del 2010, era di 46 358 abitanti, mentre considerando l'intera parrocchia raggiungeva i 77 743 abitanti..